# Allgemeiner Almosenkasten
Der Allgemeine Almosenkasten ist eine Stiftung des öffentlichen Rechts in Frankfurt am Main, die ihre Wurzeln in der Reformationszeit hat. Der 1530 gegründete Almosenkasten war ein Vorläufer der heutigen Sozialhilfe und stellt auch heute noch Gelder für soziale Belange zur Verfügung, befasst sich aber in erster Linie mit der Verwaltung des eigenen Stiftungsvermögens.
Rechtlich ist der Allgemeine Almosenkasten selbständig. Es besteht aber eine aus der Geschichte gewachsene – organisatorisch in der Satzung verankerte – personelle Verknüpfung mit der Stadt Frankfurt. Den Vorsitz des Pflegamtes – das ist der Stiftungsvorstand – übernimmt der zuständige Stadtrat aus dem Magistrat der Stadt Frankfurt („Pflege“ ist hier im Sinne einer zivilrechtlichen Pflegschaft resp. einer administrativen Pflege gebraucht). Auch die Erträge aus dem Stiftungsvermögen fließen seit der Übernahme der Wohlfahrtspflege durch staatliche Institutionen der Stadt Frankfurt zu.
Der Almosenkasten gehört zu den  sechs großen „öffentlich-mildtätigen Stiftungen“ in der Stadt Frankfurt. Das sind neben dem Allgemeinen Almosenkasten: das Hospital zum Heiligen Geist, das St. Katharinen- und Weißfrauenstift, die Stiftung Taubstummenanstalt, das Wiesenhüttenstift und die Waisenhausstiftung.

## Geschichte
Im Mittelalter sorgten vorwiegend Kirchen und Klöster für die Kranken und Armen. Das galt auch für Frankfurt am Main.
Ab dem ausgehenden 14. Jahrhundert entstanden in Frankfurt aber auch weltliche Organisationen, die sich dieser Aufgabe widmeten. Hierzu zählte die Stiftung Almosen zu St. Nikolai, die sich anfangs aus dem 1428 testamentarisch der Stadt Frankfurt zugewandten Vermögen des Arztes Johann Wiesebeder finanzierte. Wer Frankfurter Bürger war, einen guten Leumund hatte und seine Bedürftigkeit nachweisen konnte, erhielt pro Woche zwei Laib Brot, die vor der als Ratskapelle genutzten Nikolaikirche am Römerberg verteilt wurden.
Eine Reform der Armenfürsorge gehörte zu den wesentlichen Anliegen der Reformation, die in Frankfurt seit 1521 immer mehr Anhänger fand. 1525 kam es zu einem Aufstand der Zünfte, die den Rat der Stadt zur Annahme der 46 Artikel zwangen, in denen sie ihre Forderungen zusammengestellt hatten. Artikel 13 und 14 legten fest, alle Pfründen und testamentarisch vermachten Almosen künftig in einen Gemeinen Kasten zur städtischen Armenfürsorge fließen zu lassen, damit die Armen nicht mehr auf Bettelei angewiesen waren. Obwohl der Aufstand im Juni 1525 scheiterte, übernahm der Rat das Ziel, die sozialen Verhältnisse in der Stadt zu bessern. 1530 führte die Stadt Frankfurt die Reformation ein und übernahm das Vermögen und die Einkünfte einiger untergegangener kirchlicher Organisationen, darunter des Gutleuthofes und des Barfüßerklosters. Auch die Nikolaikirche wurde profaniert. Am 24. Mai 1530 gründete der Rat den Allgemeinen Almosenkasten. Am Sonntag Laetare, dem 19. März 1531 verteilte der Almosenkasten die ersten Zuwendungen.
Der Allgemeine Almosenkasten übernahm soziale Aufgaben wie die Versorgung Bedürftiger mit Nahrung, Kleidung und Geld und kümmerte sich um Geisteskranke; damit begründete er eine erste organisierte Versorgung von geistig Behinderten. Der Almosenkasten übernahm außerdem die Kirchenfabrik, das heißt den Bau und die Renovierung der Kirchen sowie ab 1. Juni 1531 die Führung der Kirchenbücher und andere reine Verwaltungsaufgaben (Stadtbibliothek, Beerdigungswesen). Frankfurt gehörte damit zu den ersten Städten mit einer systematischen Führung der Tauf-, Trau- und Sterberegister.
Die Verwaltung der Stiftung oblag den „Kastenherren“, einem aus verschiedenen Gruppierungen der Stadt zusammengesetzten Rat. Sie führte verschiedentlich zu tiefgreifenden Auseinandersetzungen, da den Kastenherren das Wirtschaften in die eigene Tasche vorgeworfen wurde, so zum Beispiel 1613 im Zusammenhang mit dem Fettmilch-Aufstand.
Durch kaiserliche Resolutionen wurde die Verwaltung zunächst 1735 neu geordnet; aber die kaiserlichen Anordnungen setzten sich nie vollständig durch.
Ein Ende fanden diese Auseinandersetzungen erst nach der Zeit Napoleons. Im Jahr 1833 erließ die Freie Stadt Frankfurt eine allgemeine Stiftungsordnung und der Allgemeine Almosenkasten wurde eine selbständige öffentliche milde Stiftung.

## Neuzeit
Mit der Einführung der neuen Armenordnung am 1. April 1883 übernahm die Stadt Frankfurt mit der Gründung des städtischen Armenamtes, das später als Wohlfahrtsamt, dann als Fürsorgeamt und heute als Sozialamt agiert, die Aufgabe der zentralen kommunalen Wohlfahrtspflege. Die Stiftungen, darunter der Almosenkasten, die sich dieser Aufgabe bislang angenommen hatten, verwalten zwar weiterhin ihr Stiftungsvermögen, müssen aber seitdem die Erträge aus dem Vermögen an die Stadt – das Sozialamt – abführen.
1989 geriet der Allgemeine Almosenkasten im Zusammenhang der Beker-Affäre in die Schlagzeilen, weil er mit 17 Millionen DM aus Stiftungsmitteln Immobiliengeschäfte zur Verlegung eines Bordells finanziert hatte. Städtische Behörden hatten damit versucht, das politische brisante Geschäft aus den städtischen Gremien herauszuhalten. Der Stiftung sei wegen langfristiger Mietverträge mit der Stadt für die Immobilie kein Schaden entstanden.